# Лео Мујић
Лео Мујић (Београд, 6.септембар 1975) српски је и хрватски играч и кореограф балета. 

## Биографија
Лео Мујић је рођен у Београду, од родитеља Вилме и Светозара, који су Далматинци и 60-их година 20. века су дошли из села Мујићи код Шибеника и из Плоча, желећи да студирају. 
Завршио је балетску школу Лујо Давичо, одсек народна игра у класи професора Боре Талевског, у Београду, а од 1994. године се усавршавао у школи École-Atelier Rudra Béjart у Лозани. 
Правио је кореографије је за многе институције и позоришта: Академију игре у Цириху, Мађарску плесну академију у Будимпешти, за берлински државни балет, словеначко Народно позориште у Љубљани и Марибору; поставио је балет Промени ме за Jacob’s Pillow плесни фестивал у Масачусетсу, Шехерезада и њене приче за летонски национални балет, соло за Aurélie Dupontу у Паришкој националној опери, соло за Дејвида Халберга (Њујоршко америчко балетско позориште), дует за Дру Џејкобија и Рубиналда Пронка.
Кореографирао је балет Овенчано сном и балетско-оперско дело Орфеј-Саитеншлаг 2010. године за ансамбл у Аугзбургу. У Токију је радио на балетском пројекту са првацима Новог народног позоришта и кореографирао балет Смрт и Девојка за градски балет. Кореографирао је Change Back 2010. године у Мађарском народном позоришту у Печују, балет Стаклена кућа 2013. године у Националном балету у Ђеру, балет у Вердијевој опери Моћ судбине 2009. године у Народном позоришту у Београду, Кармин Буран за Српско народно позориште у Новом Саду 2017. године. Кореографирао је Pour homme et femme 2014. године у ХНК у Ријеци са Машом Колар. За исто позориште радио је на награђиваним балетима Шехерезада 2015. и Сан ивањске ноћи 2016. године. Године 2014, у сарадњи са Валентином Турцу, поставио је Опасне везе на Дубровачким летњим играма и Ромеа и Јулију у летонском националном балету и 2015. године у Опери у Мецу, Француска. Балет је извео у оперети Принцеза Чардаша (2016) загребачког казалишта Комедије.
Године 2017. настала је контроверза у Сплиту због Леовог коришћења екавице. „Србин не може бити директор сплитског балета“ речено је позоришном редитељу Ивану Леу Лему, који је био кандидат за позоришно веће ХНК-а и који је предложио балетана и кореографа Леа Мујића за директора балета, иако је у том тренутку Лео већ прешао да живи у Загреб и хрватски је држављанин. Касније је Лео рекао „Мој говор је београдски и то ће остати цео мој живот“.

### Награде
За балете Ана Карењина (2014) и Господа Глембајеви (2017) у извођењу Балета загребачког ХНК добио је Награду хрватског глумишта за најбољу кореографију 2015. и 2017. године.
Мујићу је у Народном позоришту у оквиру 9. Београдског фестивала игре уручена је награда "Вип позива".

### Виралан видео
Године 2015. постаје познат широј јавности након комичног интервјуа, испред наплатних кућица Лучко, "Сваки петак изузетак" за вести ХРТ-а. У видеу критикује то што Хрватска нема вињете.